# Заяченье
Заяче́нье (бел. Заячэ́нне) — деревня в составе Лудчицкого сельсовета Быховского района Могилёвской области Республики Беларусь.

## Население
- 2010 год — 41 человек